# السلام (مطروح)
قرية السلام هي إحدى القرى التابعة لمركز الحمام في محافظة مطروح في جمهورية مصر العربية. حسب إحصاءات سنة 2018، بلغ إجمالي السكان في السلام 8,819 نسمة، منهم 4,679 رجل و 4,140 امرأة.